# Уходя, остаются
«Уходя, остаются» (узб. Armon/Армон) — советский художественный фильм 1986 года режиссёра Мелиса Абзалова снятый на киностудии «Узбекфильм».

## Сюжет
Рано лишившись отца, Бури воспитывается в городе. Получив специальность электромонтера, возвращается в родное село. За него рада выйти замуж каждая девушка. Но он полюбит ту, которая уже сосватана за другого. Когда наступают суровые дни ВОВ, Бури вместе с остальными мужчинами уходит на фронт.

## В ролях
- Айбарчин Бакирова — Бойхотин
- Дилором Игамбердыева — Хумор
- Бахтияр Закиров — Бури (сын)
- Едгар Сагдиев — Бури (отец)
- Рано Закирова — Улмасой
- Дияс Рахматов — Кузивой